# Rónai Zoltán
Rónai Zoltán, olykor Ronai, szül. Rosenthal, írói álnevén Vándor Zoltán (Budapest, 1880. augusztus 16. – Brüsszel, 1940. május 17.) ügyvéd, szociológus, szociáldemokrata politikus, igazságügyi népbiztosként, majd belügyi népbiztoshelyettesként a Forradalmi Kormányzótanács tagja, Kunfi Zsigmond sógora.

## Élete
Budapesten járt középiskolába, majd 1898-tól a budapesti tudományegyetem jog- és államtudományi karán tanult, ahol jogtudományi doktorátust, majd 1908-ban ügyvédi oklevelet szerzett. Ezt követően ügyvédi irodát nyitott Budapesten, a Váci körút 21. alatt (ma Bajcsy-Zsilinszky út). 1908. november 24-től felekezeten kívüli. Az első világháború előtt belépett az MSZDP-be, több szakszervezetnek is jogi képviselője volt, a Népszava és a Szocializmus, továbbá a Jogtudományi Közlöny számára írt cikkeket, és tagja lett a Galilei Körnek. 1919. január 22-én a Károlyi-kormány a budapesti tudományegyetem nyilvános rendes egyetemi tanárává nevezte ki, politikai tudományokat tanított volna. A kar és a kultuszminiszter között felmerült nézeteltérés miatt Rónai tanári esküjét február 4-én a Minisztertanács előtt tette le, oktatni mégsem volt lehetősége, politikai szerepvállalása miatt. A Berinkey-kormányban ugyanis Peidl Gyula mellett munkaügyi és népjóléti államtitkár lett, 1919. február 14. és 1919. március 21. között, a Magyarországi Tanácsköztársaság idején pedig március 21-től június 24-ig igazságügyi népbiztos, ő dolgozta ki a kommün alkotmányát, megszervezte a forradalmi törvényszékek hálózatát, emellett szabályozta és ellenőrizte azok működését is. A kommün kikiáltása napján még ellenezte, később azonban elfogadta a két munkáspárt egyesülését. Június 23-án a Tanácsok Országos Gyűlése megválasztotta a Szövetséges Központi Intéző Bizottságot, amelynek ő is tagja lett. Az intéző bizottság másnap újraválasztotta a népbiztosokat, s Rónait 1919. június 29-én belügyi népbiztoshelyettessé nevezték ki, emellett június 24-től kezdve Ágoston Péter helyett ténylegesen ő vezette az Igazságügyi Népbiztosságot. A 133 nap alatt a Kunfi Zsigmond-féle centrista szárnyhoz tartozott. A diktatúra bukása után a Peidl-kormány még belügyi államtitkárrá nevezte ki, ám nem foglalta el ezt az állást, s Bécsbe emigrált, ahol a Világosság-csoport egyik vezetője lett Böhm Vilmos és Kunfi mellett. Számos cikket írt az osztrák szociáldemokrata párt lapjába, a Der Kampfba, a Világosság c. periodikába, emellett Vándor Zoltán álnéven a Népszavában, és a Szocializmusban is publikált. Cikkeiben kritikával illette a horthysta Magyarországot és a hazai szociáldemokratákat. Időközben Magyarországon többször perbe fogták. A proletárdiktatúra után revízió alá vették az őszirózsás forradalmat követő időszakban történt kinevezéseket, mely során a kar Rónai egyetemi tanári kinevezését törvénytelennek minősítette, és megtiltotta az egyetemi tanári cím viselését. 1921-ben csatlakozott az úgynevezett Két és feles Internacionálé magyar csoportjához. Bécsből a Schutzbund-felkelés leverését követően előbb Prágába, ezután pedig Zürichbe költözött, később Belgiumban élt, ahol Friedrich Adler oldalán a Szocialista Munkásinternacionálé (SZMI) titkárságán működött, s szerkesztette annak lapját, az Internationale Informationt. Az 1930-as években 1934 és 1938 között újra cikkeket kezdett írni a Szocializmus számára, a lap rovatvezetője volt. A németek belgiumi inváziója után öngyilkosságot követett el.
Titkára és előadója volt a Társadalomtudományi Társaságnak, és a Társadalomtudományok Szabad Iskolájának. 1908-ban felvette a Martinovics szabadkőműves páholy, amelyből azonban 1918-ban kilépett.

### Családja
Rónai (1882-ig Rosenthal) Bernát (1847–1918) kiskunfélegyházai születésű kereskedő és Kisfalvi (1878-ig Klein) Ilona (1855–1943) fiaként született izraelita családban, két testvére volt: Rónai Sándor, és Rónai Erzsébet, Kunfi Zsigmond második felesége. 1918. július 8-án Budapesten, a Terézvárosban házasságot kötött Peisner Flóra tanárnővel, Peiser Ignác és Weisz Berta lányával.

## Fontosabb művei
- Az általános választói jog és ellenségei (1901)[6]
- A magyar szociálpolitika mérlege (Bp., 1908)
- A fajok harca és az államalakulás (Bp., 1909)
- A helyes jog tudománya (Bp., 1910)
- Szocialista problémák (Bp., 1912)
- Az esküdtszék kérdése és a magyar esküdtbírósági reform (Bp., 1913)

### Levéltári anyagok
- HU BFL - VII.18.d - 20/0009 - 1923
- HU BFL - VII.18.d - 05/0027 - 1920
- HU BFL - VII.18.d - 13/0060 - 1919
- HU BFL - VII.5.c - 5736 - 1919